# Леонор (фильм)
«Леонор» (фр. Léonor) — французский фильм ужасов 1975 года, созданный совместно с испанскими и итальянскими кинематографистами. Вольная экранизация новеллы немецкого писателя Эрнста Раупаха «Пусть мертвые покоятся с миром» (нем. Laßt die Todten ruhen, 1823), долгое время ошибочно приписывавшейся Людвигу Тику.

## Сюжет
Южная Франция, XIV век. Леонор (Лив Ульман), молодая жена рыцаря Ришара (Мишель Пикколи), скоропостижно умирает после падения с лошади. Безутешный супруг тяжело переживает преждевременный уход супруги и спешно погребает в родовом склепе, замуровав вход. Вслед за тем, презрев законы божеские и человеческие, он, вместо того чтобы выдержать сорокадневный траур, тут же приводит к себе в замок новую супругу Катерину (Орнелла Мути), юную дочь местного учёного книжника (Жорж Риго). Новая хозяйка быстро находит общий язык и со слугами, и с самим Ришаром, но не может понять состояния его больной души.
Проходит десять лет после смерти Леонор, во дворе замка играют двое здоровых сыновей, однако рыцарь по-прежнему не может забыть первой супруги, образ которой является ему в видениях. Не в силах вынести всё это, Ришар отправляется к гробнице, взломав вход в неё, однако сдвинуть крышку каменного саркофага ему не удаётся. Поблизости от склепа он встречает отшельника, в образе которого ему является сам Сатана, пообещавший ему воскресить покойную в обмен на душу. Предупредив, что после этого он встанет на путь смерти…
Войдя в склеп, Ришар наблюдает, как Леонор восстаёт из гроба в своём прижизненном обличье и с радостью скачет с ней в замок. Катерина с тревогой расспрашивает его о причинах отсутствия, в ответ на что он убивает её кинжалом, а тело, завернув в простыню, относит в подземелье замка и сбрасывает в колодец. Юным сыновьям Ришар говорит, что мать уехала, однако домашний учитель их рассказывает мальчикам правду, после чего приходится его прогнать.
Тем временем поступают известия об эпидемии чумы в соседних землях, а также смерти от неё отца Катерины. Местных жителей охватывает паника, жертвой которой становится юная местная пастушка, которую отправляют на костёр.
Домашние поначалу узнают вернувшуюся из мира мёртвых Леонор, покорно выполняя все её распоряжения, однако со временем начинают покидать замок, узнав, что после воскрешения прежней хозяйки в округе стали умирать и пропадать дети. После того как жилище Ришара покидает его верный слуга и домашний лекарь Тома (Антонио Феррандис), с ним остаются там лишь Леонор и двое мальчиков. Вскоре и последние один за другим уходят на тот свет. Осознав, что допустил роковую ошибку, Ришар убивает любимую, вернув её туда, где присудил ей быть сам Господь…
Действие картины, в отличие от оригинала, перенесено из средневековой Бургундии в предгорья Пиренеев, изменены и имена главных персонажей (в ориг. — Вальтер и Брунгильда). Помимо этого, из сюжета практически исключена тема вампиризма.

## Актеры
- Мишель Пикколи — Ришар
- Лив Ульман — Леонор
- Орнелла Мути — Катерина
- Жорж Риго — отец Катерины
- Антонио Феррандис — лекарь Тома
- Хосе-Мария Каффарель — дипломированный доктор
- Хосе Сакристан — деревенский священник
- Анхель дель Посо — капеллан
- Пьеро Вида — отшельник
- Инма Де Сантис — девочка